# 裕信银行大楼
裕信銀行大樓（義大利語：Torre UniCredit）是位於義大利米蘭的高層建築，作為義大利裕信銀行的總部大樓使用，完工於2011年。大樓建築高度217.7公尺，是目前義大利最高的建築。裕信银行大楼由著名的阿根廷裔美國建築師西萨·佩里設計，外觀略呈螺旋狀，整个外墙装饰均采用玻璃覆盖，如果光线映射到壁板上，它便会将光线导入建筑内部，帮助这栋建筑降低照明成本及取暖成本。
大樓有時會配合特殊節慶，而點上不同的燈光，2018年2月13日晚間，裕信银行為致敬中国农历春节，在这座摩天大楼塔上为中国年点亮为期一周的『中国红』，並由中华人民共和国驻米兰总领事馆在该大樓举行了简短的新春招待会及亮灯仪式。